# Otovice (ort i Tjeckien, Karlovy Vary)
Otovice är en ort i Tjeckien.   Den ligger i regionen Karlovy Vary, i den västra delen av landet, 110 km väster om huvudstaden Prag. Otovice ligger 409 meter över havet och antalet invånare är 598.
Terrängen runt Otovice är kuperad söderut, men norrut är den platt.Runt Otovice är det tätbefolkat, med 343 invånare per kvadratkilometer. Närmaste större samhälle är Karlovy Vary, 2,5 km söder om Otovice. Omgivningarna runt Otovice är en mosaik av jordbruksmark och naturlig växtlighet.